# Georg Ludwig Jochum
Pour les articles homonymes, voir Jochum.
Georg Ludwig Jochum (Babenhausen, 10 décembre 1909 – Mülheim, 1er novembre 1970 ; parfois écrit Georg-Ludwig Jochum) est un chef d'orchestre allemand, frère cadet du très connu Eugen, avec qui il partage le même attachement à la musique d'Anton Bruckner.

## Biographie
Georg Ludwig est le fils d'un professeur de religion catholique, organiste, chef de chœur et chef d'orchestre. Il étudie au Conservatoire Leopold Mozart d'Augsbourg et à l'Académie de musique de Munich avec Joseph Pembaur, Siegmund von Hausegger et Joseph Haas. Dès 1932, alors qu'il n'a que 23 ans, il est nommé directeur musical de la Ville de Münster. Il se produit avec l'orchestre et au théâtre de Münster et à Lortzing. En 1934, il s'installe à Francfort, comme premier Kapellmeister et dirige l'Opéra et les concerts (Museumskonzerte). En 1937, il est directeur musical de Plauen et directeur musical du Théâtre Municipal. Le 1er mai 1937, il adhère au NSDAP (numéro d'adhésion : 5.794.680), mais il est retiré des listes en janvier 1941, à défaut de renouveler sa cotisation.
De 1940 à 1945, il est directeur de la musique à Linz, dirigeant l'opéra au théâtre. Il préside l'Orchestre symphonique municipal, qui depuis 1943, est nommé « Reichs-Bruckner-Orchester » sur l'ordre d'Hitler pour la radio d'État (Großdeutschen Rundfunks), lorsqu'il effectue ses premiers enregistrements en avril 1944, lors d'un concert pour l'anniversaire d'Hitler. Avec cet orchestre, il conçoit un festival Bruckner à l'Abbaye de Saint-Florian depuis 1943.
Après la guerre, il figure un court moment sur la « liste noire » des armées d'occupation alliées, mais dès 1946, il reprend la vie musicale en tant que directeur de l'orchestre symphonique de Duisbourg. Il s'y produit à la Mercatorhalle jusqu'en 1968, avant de prendre sa retraite. Au théâtre de Duisburg, il joue avec le Deutschen Oper am Rhein. Jusqu'en 1958, il est également directeur du Conservatoire de Duisburg.
Durant les saisons 1948 à 1950, il dirige l'Orchestre symphonique de Bamberg, et au début des années 1950, le RIAS-Symphonie-Orchester de Berlin. Il apparaît en tant qu'invité partout en Europe, au Japon et en Amérique du Sud.

## Discographie
À part une quasi intégrale de Bruckner (publiée par le label Tahra en 1996 ; manque les 4e et la 7e), on trouve notamment dans les bandes conservées des œuvres de Beethoven, César Franck, Chostakovitch, Alexandre Glazounov, Joseph Haydn, Franz Schubert et Louis Spohr.
- Bruckner, Symphonie no 1 - Orchestre symphonique du RIAS, Berlin (3–4 février 1956, Tahra TAH 162) (OCLC 78574298)
- Bruckner, Symphonie no 2 - Reichs-Bruckner Orcherter, Linz (Vienne, 5–7 septembre 1944, Tahra TAH 163)
- Bruckner, Symphonie no 3 - Orchestre de la radio de Stuttgart (19 novembre 1964, Tahra TAH 164)
- Bruckner, Symphonie no 5 - Reichs-Bruckner Orcherter, Linz (Vienne, 25 mai 1944, Tahra TAH 166)
- Bruckner, Symphonie no 9 - Orchestre symphonique du RIAS, Berlin (9 mars 1954, Tahra TAH 170)
- Chostakovitch, Concerto pour piano no 1 - Eugen List, piano ; Orchestre de l'opéra de Berlin (Vienne 1960, MCA MCAD2-9823A)
- Fortner, Concerto pour violon - Gerhard Taschner, violon ; Orchestre symphonique du RIAS, Berlin (EMI Classics)
- Mozart, Concerto pour piano no 12 - Leon Fleisher, piano ; Orchestre symphonique de la radio de Cologne (Ica Classics 5121)
- Mozart, Concerto pour piano no 23 - Robert Casadesus, piano ; Orchestre symphonique de la radio de Cologne (1956, Medici Masters 32-2)
- Mozart, Concerto pour piano no 24 - Glenn Gould, piano ; Orchestre symphonique de la radio de Stockholm (30 septembre 1958, BIS CD-323/324)
- Mozart, Symphonies no 27 K.199 et no 30 K.202; Orchestre Symphonique de Bamberg, 1951, LP mono L'Oiseau Lyre OL-LD6.

## Liens contextuels
- Eugen Jochum
- Anton Bruckner